# Renault R25
El Renault R25 fue un monoplaza de Fórmula 1 utilizado por el equipo Renault en la temporada 2005. Fue diseñado por Tim Densham y Bob Bell. El coche ganó tanto el Campeonato de Pilotos como el de Constructores en 2005, a pesar de ser más lento que el McLaren MP4-20 en numerosos momentos durante la temporada. La fiabilidad y la coherencia prevalecieron al final, con Fernando Alonso y Giancarlo Fisichella. El R25 es el último monoplaza propulsado por un motor V10 que tiene victorias y el campeonato de Fórmula 1, marcando el final de una era. 
En las 19 carreras que disputó, anotó 191 puntos, 8 victorias, 18 podios y estaba totalmente fuera de los puntos una sola vez en 18 aperturas (sin contar el GP de Estados Unidos, donde los dos pilotos de Renault, en común con todos los pilotos que usaban neumáticos Michelin, se retiraron antes de empezar).

## Motor
Su motor, denominado RS25, era un V10 orientado a 72 grados, con una cilindrada de 2999 cm³, siendo una evolución del RS24 utilizado al año anterior y suponiendo una ruptura con el esquema de V abierta usados dos años antes, en el que las bancadas de cilindros estaban separadas 110 grados en busca de un mejor centro de gravedad pero sacrificando fiabilidad.

## Transmisión
A diferencia del resto de sus rivales, el R25 fue el último Fórmula 1 en utilizar una caja de cambios con solamente seis relaciones.

## Resultados
(Clave) (negrita indica pole position) (cursiva indica vuelta rápida)

| Año  | Motor            | Neu. | N.º | Pilotos              | 1   | 2   | 3   | 4   | 5   | 6   | 7   | 8   | 9   | 10  | 11  | 12  | 13  | 14  | 15  | 16  | 17  | 18  | 19  | Puntos | Pos. |
| ---- | ---------------- | ---- | --- | -------------------- | --- | --- | --- | --- | --- | --- | --- | --- | --- | --- | --- | --- | --- | --- | --- | --- | --- | --- | --- | ------ | ---- |
| 2005 | Renault RS25 V10 | M    |     |                      | AUS | MYS | BHR | SMR | ESP | MON | EUR | CAN | USA | FRA | GBR | GER | HUN | TUR | ITA | BEL | BRA | JPN | CHN | 191    | 1º   |
| 2005 | Renault RS25 V10 | M    | 5   | Fernando Alonso      | 3   | 1   | 1   | 1   | 2   | 4   | 1   | Ret | DNS | 1   | 2   | 1   | 11  | 2   | 2   | 2   | 3   | 3   | 1   | 191    | 1º   |
| 2005 | Renault RS25 V10 | M    | 6   | Giancarlo Fisichella | 1   | Ret | Ret | Ret | 5   | 12  | 6   | Ret | DNS | 6   | 4   | 4   | 9   | 4   | 3   | Ret | 5   | 2   | 4   | 191    | 1º   |